# Trachurus mediterraneus
El jurel mediterráneo o jurel blanco (Trachurus mediterraneus) es una especie de pez perciforme de la familia Carangidae. No se reconocen subespecies.

## Descripción
Es de aspecto general muy similar al jurel común (Trachurus trachurus), aunque su cuerpo es más aplanado lateralmente. Para diferenciarlos se utiliza el número y forma de las placas escamosas que ambos presentan a lo largo de toda la línea lateral. El jurel mediterráneo presenta entre 78 y 79 placas escamosas, frente a entre 69 y 79 del jurel común, además en el jurel mediterráneo son sensiblemente de menor tamaño. Puede llegar a alcanzar una longitud máxima de 60 cm.

## Distribución y hábitat
Es un pez pelágico propio del océano Atlántico oriental, desde el golfo de Vizcaya hasta Mauritania, así como del mar Mediterráneo y el mar Negro, habitando en zonas profundas y ocasionalmente en aguas superficiales.

## Comportamiento
La época de reproducción tiene lugar entre julio y octubre y las larvas son semejantes a las del jurel común.
Su alimentación se compone de otros peces, especialmente sardinas y anchoas, y de pequeños crustáceos. Es migratorio en grandes bancos.